# Wojciechów (powiat opolski)
Wojciechów – wieś w Polsce położona w województwie lubelskim, w powiecie opolskim, w gminie Łaziska.
| SIMC    | Nazwa     | Rodzaj    |
| ------- | --------- | --------- |
| 0385419 | Przykopki | część wsi |

W latach 1975–1998 miejscowość należała administracyjnie do województwa lubelskiego.
Wieś stanowi sołectwo w gminie Łaziska. Według Narodowego Spisu Powszechnego z roku 2011 wieś liczyła 133 mieszkańców.